# 박봉수
박봉수(1977년 7월 16일~)은 삼성 라이온즈에서 뛰었던 전 야구선수다. 재일교포 3세이며, 일본 이름은 '아라이 타카히데'다. 1996년 쌍방울 레이더스에 지명되었으나 대학 진학을 선택했고 쌍방울은 지명권을 포기했다. 1998년 주니치 드래곤즈에 입단했지만 1군에 출전하지 못했고 삼성 소속이었던 2002년에만 1군 경기에 출전해 8경기 6타수 무안타 1볼넷을 기록한 뒤 방출되어 은퇴했다. 현재 우동집을 운영하고 있다.

## 출신 학교
- 휘문고등학교
- 고려대학교